# Megan Dirkmaat
Pour les articles homonymes, voir Dirkmaat.
Megan Dirkmaat (née le 3 mai 1976 à San José (Californie)) est une rameuse américaine.

## Biographie

### Palmarès

#### Aviron aux Jeux olympiques
- 2004 à Athènes,  Grèce
  -  Médaille d'argent en huit[1]

#### Championnats du monde d'aviron
- 2007 à Munich,  Allemagne
  -  Médaille d'or